# Cesare Serviatti
Cesare Serviatti (Subiaco, 24 settembre 1880 – Sarzana, 13 ottobre 1933) è stato un serial killer italiano.

## Biografia
Nato a Subiaco nel 1880 da genitori ignoti, svolse vari mestieri tra cui il macellaio e l'infermiere. Di queste abilità professionali si servì per fare a pezzi le sue vittime. Uccise la sua prima vittima, Giuseppina Pasqua Bartolini Tiraboschi, nel 1928 a La Spezia, dove gestì per breve tempo una pensione. La donna venne uccisa nel sonno nel suo appartamento di via Genova. Il cadavere della Tiraboschi venne fatto in piccoli pezzi e gettato nel pozzo nero dell'appartamento.
La mattina del 16 novembre 1932 alla stazione di Napoli Centrale vennero ritrovate due valigie abbandonate in un treno proveniente da Torino Porta Nuova e consegnate all'ufficio oggetti smarriti. Una volta aperte venne ritrovato parte del corpo di una donna, avvolto nella carta di giornale. Il giorno dopo venne ritrovata nella Stazione di Roma Termini un'altra parte del corpo della vittima; le ricerche portarono alla scoperta del nome della donna uccisa, che si chiamava Paolina Gorietti. Ella aveva quasi 40 anni al momento della morte e lavorava come cameriera, fino a quando fuggì a La Spezia con l'uomo che aveva trovato mediante un annuncio matrimoniale e con cui doveva, a sentir lei, gestire una pensione.
A seguito dell'identificazione della vittima, la Polizia arrivò in breve tempo all'individuazione del suo seduttore. Il Serviatti utilizzava infatti degli annunci sui quotidiani per adescare le sue vittime. La formula con cui si proponeva era sempre la stessa: "Pensionato, 450 mensile, conoscerebbe Signorina con mezzi. Preferibilmente conoscenza scopo matrimonio". Cesare Serviatti, arrestato e messo alle strette, confessò l'omicidio di Paolina Gorietti, Pasqua Bartolini Tiraboschi e Bice Margarucci, mentre si dichiarerà sempre innocente delle sue altre presunte vittime.
Il cadavere decapitato della Margarucci era stato ripescato il 3 novembre 1930 sulla costa laziale, tra Santa Marinella e Ostia. Serviatti confessò di aver abbordato con un annuncio matrimoniale anche questa vittima, pure lei cameriera come la Gorietti, all'identico scopo di derubarla dei risparmi di una vita, di averla strangolata, fatta a pezzi, messa in una valigia e gettata nel Tevere dal Ponte Garibaldi; da qui le correnti avrebbero trascinato il corpo fino in mare. Dopo la confessione gli inquirenti poterono ritrovare in fondo al pozzo di via Genova anche i resti della prima vittima Pasqua Bartolini Tiraboschi. Delle altre presunte vittime Serviatti non fece il nome e non vennero mai ritrovate.
Davanti al Tribunale della Spezia, dove il processo iniziò il 14 giugno 1933, venne condannato per furto e rapina, dato che rapinò la Gorietti di 2.000 lire in contanti e altre 2.000 lire ricavate da un libretto postale. Venne condannato l'8 luglio 1933 alla pena dell'ergastolo per gli omicidi di Bice Margarucci e Pasqua Bartolini. Per l'omicidio di Paolina Gorietti venne condannato alla pena di morte, confermata sia in Corte d'appello che in Cassazione. La sentenza venne eseguita il 13 ottobre 1933 alle 6:25, in località Ghiara Vecchia nel comune di Sarzana. Cesare Serviatti venne giustiziato tramite fucilazione alla schiena da parte di 22 agenti di P. S. e aveva chiesto la grazia al Re, ma venne respinta. Il decreto gli era stato notificato in cella verso le 2 del mattino dello stesso giorno dell'esecuzione. Bevve due bicchieri di cognac, fumò due sigari e si rifiutò d'incontrare il prete per i conforti religiosi.